# Дървена риба
Дървената риба е музикален перкусионен инструмент от групата на дървените идиофони.
Както реко-реко, гуиро, лог-дръм, слит-дръм и други инструменти от този род, дървената риба има кухо тяло, което служи за резонатор, и назъбена повърхност, по която, посредством триене с палка, се произвежда звука.
Инструментът е характерен за културата на държави като Китай, Япония и Корея.